# Ezgi Mola
Mercan Ezgi Mola (Estambul, 29 de marzo de 1983) es una actriz turca.

## Vida y carrera
Nacida en Estambul el 29 de marzo de 1983, Mola completó su educación en la escuela primaria Hasan Ali Yücel, la escuela primaria Turhan y Mediha Tansel, la escuela secundaria Kadir Rezan Has y la escuela secundaria Halit Armay. Su interés por la actuación la llevó a asistir a cursos de actuación en el Müjdat Gezen Art Center mientras aún estaba en la escuela secundaria. Después de completar su educación secundaria, Mola estudió en este centro durante cuatro años y completó el Centro de Arte Müjdat Gezen como la mejor estudiante del lugar.
Antes de cumplir los 18 años, obtuvo su primera experiencia televisiva en la serie Karate Can dirigida por Kartal Tibet. Ganó el Müjdat Gezen Art Center y estudió durante 4 años. Mientras tanto, recibió formación teatral de Aydoğan Temel durante 2 años. Tuvo su primera experiencia escénica en la obra Rotten Apple con una compañía de teatro dirigida por Aydoğan Temel.
Se incorporó a BKM Kitchen en noviembre de 2005. En el otoño de 2005, se dio a conocer a las masas como resultado del gran interés en la serie de televisión Thief Police, en la que interpretó a un peluquero ingenuo. Obtuvo éxito con su papel en la película "My Life's Your Lady", que fue traducida en 2006. En esta película, tuvo la oportunidad de jugar con Türkan Şoray, a quien veía como su objetivo personal, así como de interpretar un papel en el que pudiera mostrarse. Con este papel, ganó el premio Sadri Alışık a la mejor actriz de reparto en 2007.
En 2008, participó en una comedia de situación improvisada llamada Easy Gelsin, una novedad en Turquía, bajo la dirección de Uğur Yücel, pero el proyecto no duró mucho. En 2013, apareció en anuncios de Patos chips y Defacto. Desde enero de 2015, ha comenzado a participar en anuncios de pasta de dientes Ipana perteneciente a Procter & Gamble.
Actuó con Tolga Çevik en el programa de entretenimiento televisivo "My Friend Welcome".

## Filmografía

### Televisión
| Año       | Serie                           | Personaje        | Notas          |
| 2000      | Karate Can                      |                  |                |
| 2002      | Unutma Beni                     | Seda             |                |
| 2003      | Sultan Makamı                   | Seda             |                |
| 2004      | Sevinçli Haller                 |                  |                |
| 2004      | Görünmez Adam                   |                  |                |
| 2004      | Hızlı Adımlar                   | Selen            | Película de tv |
| 2005-2006 | Hırsız Polis                    | Gülay            |                |
| 2007      | Senden Başka                    | Hayriye          |                |
| 2008      | Kolay Gelsin                    | Kezo             |                |
| 2008      | Sınıf                           | Esra             |                |
| 2008-2010 | Canım Ailem                     | Feride Yalçın    |                |
| 2010      | Güneydoğudan Öyküler Önce Vatan | Ayşe             |                |
| 2011      | Bir Ömür Yetmez                 | Hazal Sertel     |                |
| 2012      | Yalan Dünya                     | Şenay            |                |
| 2012      | Kötü Yol                        | Leman Aksular    |                |
| 2013-2015 | Arkadaşım Hoşgeldin             | Ezgi             |                |
| 2020      | Jet Sosyete                     | İpek             |                |
| 2020-2022 | Masumlar Apartmanı              | Safiye Derenoğlu | Protagonista   |
| 2022      | Erşan Kuneri                    | Alev Alev        | Protagonista   |

### Cine
| Año  | Película                                     | Personaje            |
| 2005 | Organize İşler                               | Lerzan Berrak        |
| 2006 | Hayatımın Kadınısın                          | Ahu                  |
| 2006 | Hokkabaz                                     | Hemşire              |
| 2010 | Ejder Kapanı                                 | Ensar'ın Kız Kardeşi |
| 2010 | Veda                                         | Latife Hanım         |
| 2011 | Celal Tan ve Ailesinin Aşırı Acıklı Hikayesi | Jülide               |
| 2011 | Dedemin İnsanları                            | Fatma                |
| 2012 | Pazarları Hiç Sevmem                         | Ayşe                 |
| 2013 | Celal ile Ceren                              | Ceren                |
| 2013 | Sen Aydınlatırsın Geceyi                     | Didem                |
| 2013 | Soğuk                                        | Boncuk               |
| 2013 | Patron Mutlu Son İstiyor                     | Eylül Neimoğlu       |
| 2015 | Kocan Kadar Konuş                            | Efsun Özçim          |
| 2016 | Kocan Kadar Konuş: Diriliş                   | Efsun Özçim          |
| 2017 | Maide'nin Altın Günü                         | Maide/Melike         |
| 2018 | Lady Winsley'i Kim Öldürdü?                  | Azra                 |
| 2018 | Kelebekler                                   | Sevtap               |
| 2018 | Aydede                                       | Rabia                |
| 2019 | Organize İşler Sazan Sarmalı                 | Lerzan Berrak        |